# Beattyville
Beattyville ist eine Stadt im Lee County im Bundesstaat Kentucky in den USA. Die Stadt wurde 1851 von der Staatsversammlung offiziell als „Beatty“ gegründet und 1872 als City eingetragen.
Die Bevölkerung betrug 2176 bei der Volkszählung 2020. Es ist der Verwaltungssitz des Lee County.

## Geographie
Beattyville liegt zentral im Lee County am Kentucky River, einem Nebenfluss des Ohio River.
Die Kentucky Route 11 führt durch die Stadt und überquert die Nord- und Südteil des Kentucky auf getrennten Brücken.
Laut dem United States Census Bureau hat die Stadt eine Gesamtfläche von 6,0 km², von denen 0,02 km² Wasser sind.

### Klima
Das Klima in dieser Gegend ist geprägt von heißen, feuchten Sommern und im Allgemeinen milden bis kühlen Wintern. Es herrscht ein feuchtes, subtropisches Klima.

## Demografie
Nach der Volkszählung im Jahr 2000 lebten in der Stadt 1193 Menschen, 509 Haushalte und 294 Familien. Die Bevölkerungsdichte betrug 231,5 Einwohner pro km2.
Das Durchschnittseinkommen eines Haushalts in der Stadt betrug 12.336 USD, das Durchschnittseinkommen einer Familie 21.181 USD. Das Pro-Kopf-Einkommen der Stadt betrug 13.850 USD. Etwa 39,1 % der Familien und 41,2 % der Bevölkerung befanden sich unterhalb der Armutsgrenze, darunter 48,7 % der unter 18-Jährigen und 33,0 % der über 65-Jährigen.
Im Jahr 2010 hatte Beattyville mit über 1000 Einwohnern das drittniedrigste mittlere Haushaltseinkommen aller Orte in den Vereinigten Staaten. Es gilt als eine der ärmsten Städte in den Vereinigten Staaten.

### Bevölkerungsentwicklung
| Bevölkerungsentwicklung | Bevölkerungsentwicklung | Bevölkerungsentwicklung |
| Jahr                    | Einwohner               | % ±                     |
| ----------------------- | ----------------------- | ----------------------- |
| 1870                    | 123                     | - -                     |
| 1880                    | 146                     | 18,7                    |
| 1900                    | 696                     | - -                     |
| 1910                    | 1.360                   | 95,4                    |
| 1920                    | 1.210                   | −11,0                   |
| 1930                    | 906                     | −25,1                   |
| 1940                    | 1.012                   | 11,7                    |
| 1950                    | 1.042                   | 3,0                     |
| 1960                    | 1.048                   | 0,6                     |
| 1970                    | 923                     | −11,9                   |
| 1980                    | 1.068                   | 15,7                    |
| 1990                    | 1.131                   | 5,9                     |
| 2000                    | 1.193                   | 5,5                     |
| 2010                    | 1.307                   | 9,6                     |
| 2020                    | 2.176                   | 66,5                    |

## Geschichte
Im Jahr 1851 wurde die Stadt von der Staatsversammlung offiziell als „Beatty“ gegründet. Im Jahr 1872 wurde sie eingemeindet.
Die Stadt war früher vom Kohlebergbau geprägt, bis sich die Kohleindustrie aus der Region um Beattyville zurückzog.

### Name
Die Stadt wurde nach Samuel Beatty, einem Siedler, benannt.

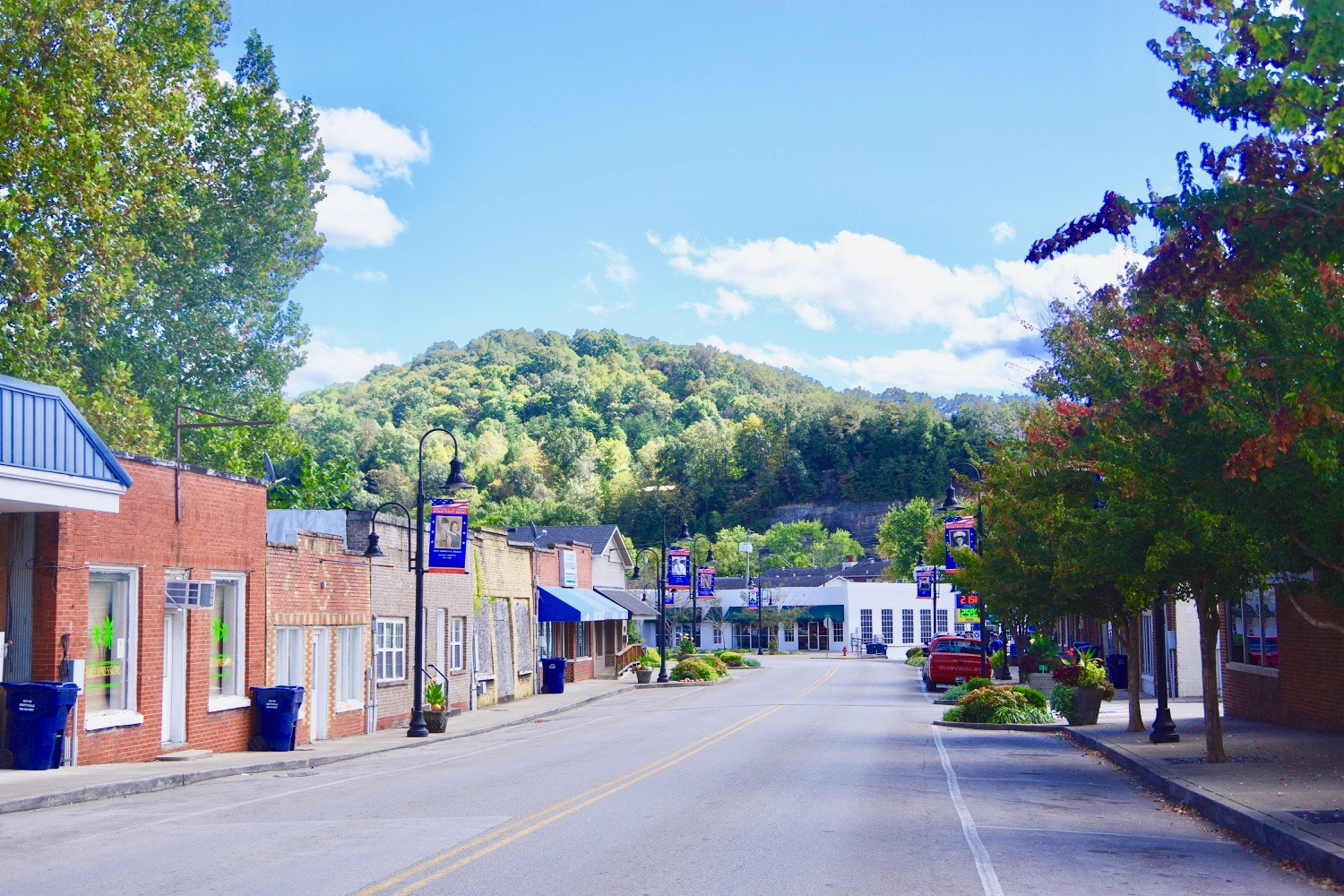
Hauptstraße

## Infrastruktur

### Bildung
In Beattyville und der Region gibt es mehrere öffentliche Schulen:
- Lee County Grundschule
- Lee County Mittelschule
- Lee County Gymnasium
- Lee County Area Technology Center
- Lee County Alternative Education School

Außerdem gibt es in Beattyville mit der Beattyville Christian Academy und der Grace Baptist Academy zwei Privatschulen.

### Bibliothek
Beattyville hat eine Bibliothek, die Lee County Public Library.

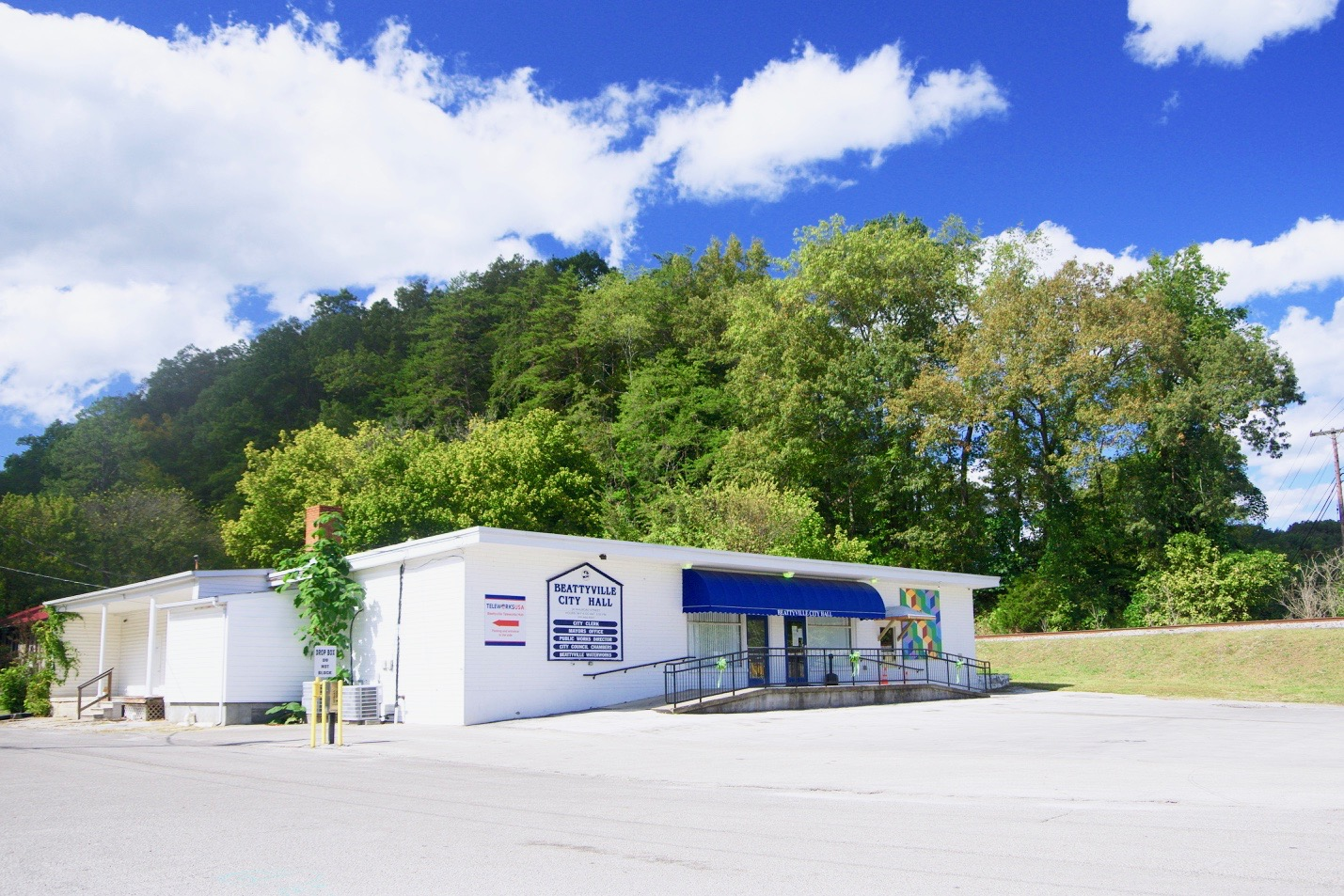
City Hall

## Wirtschaft
Früher beruhte die Wirtschaft der Stadt auf dem Kohlebergbau, aber diese Industrie hat sich aus dem Gebiet zurückgezogen. Einige früher ansässige Unternehmen haben die Stadt verlassen. Aktuell besteht die Wirtschaft vor allem aus lokalen Unternehmen, Dienstleistern und öffentlichen Diensten.

## Tourismus
Eine touristische Attraktion ist das jährlich stattfindende Woolly Worm Festival, welches einige Touristen in die Stadt zieht.